# Kassåivejåkka
De Kassåivejåkka  (Gassoaivjohka) is een rivier die stroomt in de Zweedse gemeente Kiruna. De rivier verzorgt de afwatering van een meer Gassoaivjávri, van ongeveer 10 hectare. Het riviertje stroomt noordoostwaarts tussen twee bergtoppen (Gassoaivi) door naar het Råstojaure. Ze is ongeveer 3 kilometer lang.
Afwatering: Kassåivejåkka → Råstojaure → Råstrivier → Lainiorivier → Torne → Botnische Golf